# Hässleklocka
Hässleklocka (Campanula latifolia) är en art i familjen klockväxter. Den är blir mellan 60 och 120 centimeter hög. Därmed är den störst av Sveriges blåklockor.[källa behövs] Blommorna är vita eller blå. Arten härstammar från Europa, Sibirien, Kaukasus och Iran. I södra Sverige är arten är vildväxande på kulturmark och i lundar. Det latinska namnet Campanula kommer av latinets campana som betyder liten klocka. Växtens unga blad och skott kan tillagas eller ätas råa. Smaken är mild och en aning söt.
Andra varianter av denna art är:
- Alba', som har vita glest sittande blommor. Blir cirka 60 centimeter hög.
- C. latifolia var. macrantha, stor hässleklocka som har stora mörkvioletta blommor och håriga blad.
- C. latifolia var. macrantha ’Alba’ med vita blommor. Blir cirka 80 centimeter hög.